# Coelachne ghatica
Coelachne ghatica är en gräsart som beskrevs av Vasudeo Narayan Naik. Coelachne ghatica ingår i släktet Coelachne, och familjen gräs. Inga underarter finns listade i Catalogue of Life.